# Norman Treigle
Norman Treigle (New Orleans, 6 marzo 1927 – New Orleans, 16 febbraio 1975) è stato un basso statunitense che cantò a lungo nella compagnia di canto della New York City Opera.

## Biografia
Norman Treigle cominciò a cantare nel coro delle voci bianche della sua scuola. Studiò poi canto alla Loyola University New Orleans e si perfezionò con Elisabeth Wood.
Debuttò nel 1953 con la New York City Opera, come Colline ne La bohème, per passare poi ai ruoli da protagonista in Don Giovanni nel 1955. Cantò Grandpa Moss alla prima esecuzione di The Tender Land di Aaron Copland diretto da Thomas Schippers nel 1954, Olin Blitch nella prima di Susannah di Carlisle Floyd diretto da Erich Leinsdorf nel 1956, il rev. John Hale nella prima di The Crucible di Robert Ward con Chester Ludgin nel 1961 e judge Brooks Townsend nella prima assoluta di The Passion of Jonathan Wade di Floyd diretto da Julius Rudel nel 1962.
Sempre nel 1956 è pres. William Jennings Bryan nella prima assoluta di The Ballad of Baby Doe di Douglas Moore per la Central City Opera a Central City (Colorado).
E' Olin Blitch in Susannah nel 1958 al Bruxelles, nel 1962 con Richard Cassilly a New Orleans e nel 1964 al San Francisco Opera con Cassilly.
Nel 1963 è Sojourner Dougald nella prima assoluta di The Sojourner and Mollie Sinclair di Floyd diretto da Rudel con Patricia Neway a Raleigh e nel 1966 Markheim di Floyd nella prima assoluta a New Orleans.
A San Diego nel 1966 è Méphistophélès in Faust con Plácido Domingo, nel 1968 Escamillo in Carmen e nel 1970 Lindorf/Coppélius/Dappertutto/Dr. Miracle in Les contes d'Hoffmann con la Sills, nel 1972 il protagonista di Boris Godunov e Gianni Schicchi e nel 1973 Mefistofele e Figaro ne Le nozze di Figaro.
Buon attore, dotato di una voce possente e cavernosa, fu un rinomato Mefistofele in Faust, Mefistofele di Boito e un ottimo interprete in Boris Godunov, Les contes d'Hoffmann e Giulio Cesare nel 1966 con la Sills.
Anche se la sua carriera si svolse quasi completamente negli Stati Uniti, cantò anche al Teatro Colón di Buenos Aires ed alla Royal Opera House di Londra nel 1974 come Méphistophélès in Faust con Thomas Allen e Kiri Te Kanawa.
Treigle venne trovato morto, probabilmente per l'assunzione di una dose eccessiva di barbiturici.

## Repertorio
| Ruolo                                | Titolo                  | Autore           |
| ------------------------------------ | ----------------------- | ---------------- |
| Escamillo                            | Carmen                  | Bizet            |
| Mefistofele                          | Mefistofele             | Boito            |
| Le Père                              | Louise                  | Charpentier      |
| Il prigioniero                       | Il prigioniero          | Dallapiccola     |
| Méphistophélès                       | Faust                   | Gounod           |
| Le Duc de Verone                     | Roméo et Juliette       | Gounod           |
| Le Cardinal de Brogni                | La Juive                | Halévy           |
| Giulio Cesare                        | Giulio Cesare in Egitto | Händel           |
| Boris Godunov                        | Boris Godunov           | Musorgskij       |
| Coppèlius Dapertutto Lindorf Miracle | Les Contes d'Hoffmann   | Offenbach        |
| Colline                              | La bohème               | Puccini          |
| Gianni Schicchi                      | Gianni Schicchi         | Puccini          |
| Zar Dodon                            | Il gallo d'oro          | Rimskij-Korsakov |
| Sparafucile                          | Rigoletto               | Verdi            |
| Samuel                               | Un ballo in maschera    | Verdi            |
| Il Marchese di Calatrava             | La forza del destino    | Verdi            |
| Il Re d'Egitto/Ramfis                | Aida                    | Verdi            |
| Pistola                              | Falstaff                | Verdi            |

## Discografia selettiva
| Anno | Titolo Ruolo                                                  | Cast                                            | Direttore    | Etichetta   |
| ---- | ------------------------------------------------------------- | ----------------------------------------------- | ------------ | ----------- |
| 1967 | Giulio Cesare in Egitto Giulio Cesare                         | Beverly Sills, Beverly Wolff, Maureen Forrester | Julius Rudel | RCA         |
| 1972 | Les Contes d'Hoffmann Coppélius, Dapertutto, Lindorf, Miracle | Stuart Burrows, Beverly Sills, Susanne Marsee   | Julius Rudel | Westminster |
| 1973 | Mefistofele                                                   | Plácido Domingo, Montserrat Caballé             | Julius Rudel | EMI         |